# Stensjön (Arjeplogs socken, Lappland, 735989-162460)
Stensjön är en sjö i Arjeplogs kommun i Lappland och ingår i Piteälvens huvudavrinningsområde. Stensjön ligger i Piteälven Natura 2000-område.